# Клан Мак Намара

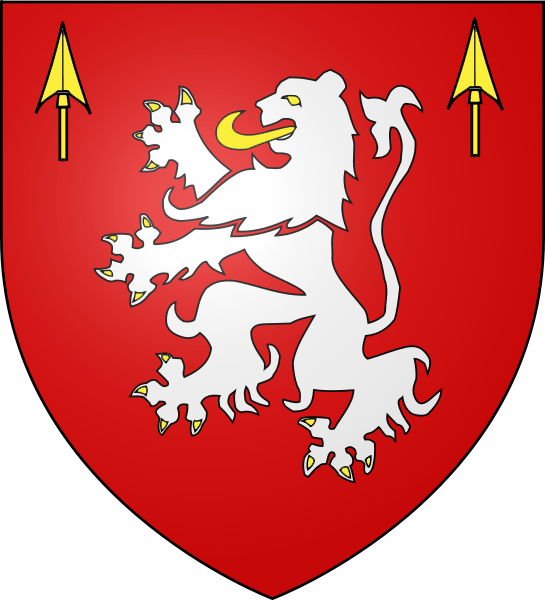
Герб вождів клану МакНамара.

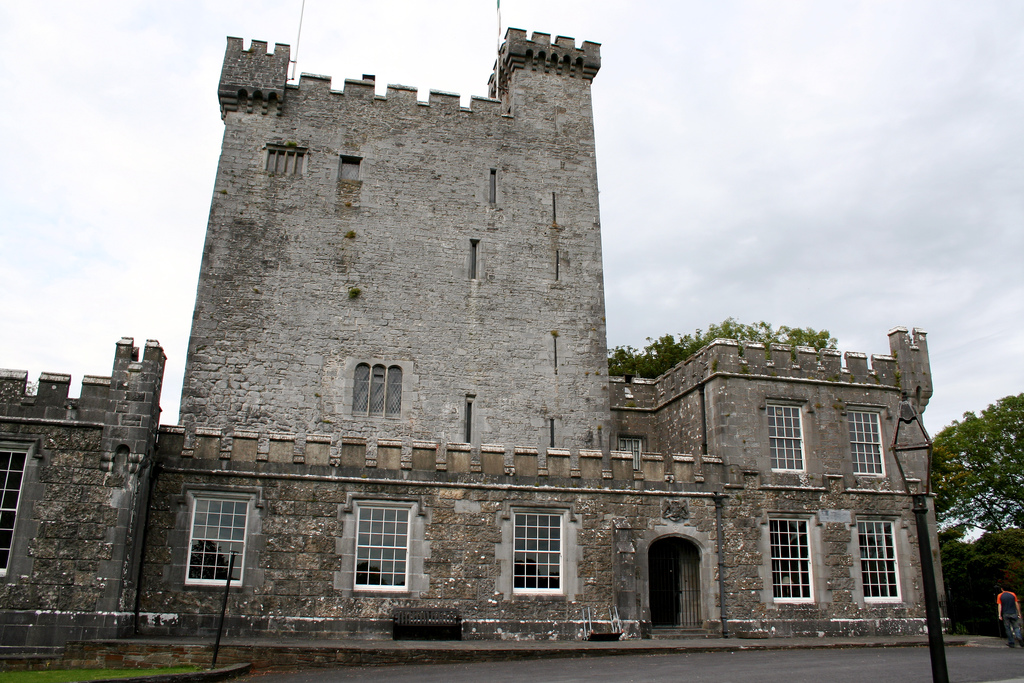
Замок Кнаппогу – резиденція вождів клану МакНамара.

Клан Мак Конмара (ірл. – Clan Mac Conmara, Clan MacNamara, Clan McNamara) – клан МакНамара – один з ірландських кланів. Виник як гілка клана Дал г-Кайс (Дал Гаш). У давні часи володів землями в нинішньому графстві Клер. У часи існування королівства Томонд і панування там клану О’Браєн був одним із наймогутніших кланів Томонду. Вожді клану володіли титулами лорди Кланкуллен, лорди Бунратті. Клан пізніше клан розколовся на західних і східних МакНамара. Клан пов’язаний своїм походженням з кланами О’Грейді та Ві Кайсін (ірл. - Uí Caisin) – гілкою клану Дал г-Кайс.

## Історія клану Мак Конмара
Засновником клану вважається ірландський ватажок Ку Мара Мак Домналл (ірл. - Cú Mara mac Domhnall), що походив з місцевості Магдайр, що в нинішньому графстві Клер. У перекладі його ім’я Ку Мара означає «пес моря». Його син Домналл, що помер у 1099 році прийняв ім’я Домналл Мак Конмара – Син Конмара. Його нащадки і створили клан Мак Конмара. Починаючи з ХІ століття клан став одним з наймогутніших кланів Томонду, будував замки по всьому королівству, був споріднений шлюбами з королівськими родинами Ірландії, володів шляхетними титулами. Одним із найважливіших замків клану був замок Кнаппогу. 
Замок Кнаппогу був побудований в 1467 році ірландським ватажком Шоном Мак Конмара (Мак Намара) — сином Шода Мак Намара. Замок є типовим житловим замком баштового типу пізнього середньовіччя. Назву замку з ірландської можна перекласти як «замок маленьких пагорбів».
У 1571 році замок був резиденцією вождя однієї з септ клану Мак Намара (Мак Конмара), що був графом Західного Кланкуллен. У 1607 році Англія знищила останні незалежні ірландські королівства, остаточно завоювавши Ірландію. Але вожді клану Мак Намара зберегли свої володіння і замки ставши тепер підданими короля Англії. У 1641 році спалахнуло повстання за незалежність Ірландії. Одним із лідерів повстання став Доннхад Мак Конмара — володар замку Кнаппогу. Над замком замайорів прапор Ірландської конфедерації. Протягом більше ніж 10 років замок був однією з твердинь повстанців. У 1653 році Олівер Кромвель втопив повстання в крові. Замок був конфіскований згідно «Акту авантюристів». Замок було подаровано англійському пуританину Артуру Сміту.
Артур Сміт володів замком Кнаппогу в 1659—1661 роках. У 1660 році в Англії відбулась реставрація монархії. Багато колишніх власників домоглися повернення собі земель та замків. Вожді клану Мак Намара теж повернули собі замок Кнаппогу. У 1789 році Френсіс Мак Намара — верховний шериф Клер продав замок родині Скотт Кагіркон. У 1800 році замок був відновлений та розширений. У 1837 році замок належав Вільяму Скотту.
У 1855 році замок придбав Теобольд ФітцВолтер Батлер — XIV барон Дунбойн. Замок став резиденцією аристократів родини Дунбойн. Дунбойни продовжили реставраційні роботи, які почала родина Скотт, добудували вітальню, довгий зал, західне крило, вежі з годинником і шлюзом. Проект відбудови створили архітектори Джеймс Пейн та його брат Джордж Річард Пейн.
Під час Війни за незалежність Ірландії 1919—1921 років у замку проводились зустрічі консулів графства Клер, звідси здійснювалось командування «Летючих загонів Східного Клер». Замок Кнаппогу використав як штаб-квартиру Майкл Бреннан, що командував озброєними загонами Східного Клер.
У 1927 році вотчина Кнаппогу була придбана Ірландською комісією земельних справ. Замок став власністю селян з приходу Квін, навколишні землі стали власністю місцевих ірландських фермерів. Селян мало цікавив замок, що поступово був закинутий і перетворювався на руїну. У 1966 році замок придбав колишній помічник секретаря ВМС США Марк Едвін Ендрюс з Г'юстона, штат Техас. Він та його дружина Лавонн — відомий американський архітектор у співпраці з компаніями «Шеннон» та «Борд Файлт Еренн» провели реставрацію замку в 1969 році. Замок почав використовуватись як приватна резиденція та ресторація.
Замок був відновлений до стану в якому він був в XV столітті, пізніші добудови теж були збережені і відновлені. Пізніше Ендрюс віддав частину замку в оренду за символічну плату для використання замку як об'єкта туризму та культури.
Компанія «Шеннон» придбала замок в 1996 році. Замок використовується для проведення весіль та бенкетів в середньовічному стилі, в замку проводяться екскурсії. Навколо замку зберігся давній парк, розбитий в 1817 році площею 1, 248 акрів землі. Парк нині відновлений у своєму колишньому стані. Стіни парку були прикрашені виноградом, різними сортами клематису та трояндами. Існує сорт віскі «Замок Кнаппогу», яке виготовляє компанія «Кастл Брендс», нині це віскі випускає компанія «Бушміллс».
Відомими людьми з клану МакНамара були: Сіода Мак Конмара – ірландський ватажок, що відновив абатство Квін, де було потім поховано багато людей з клану МакКонмара. Донхад Руад МакКонмара (1715 – 1810) – ірландський поет, що оспівав рух Якобітів. Шон Буйде МакКонмара (1750 – 1836) – більш відомий як Джон МакНамара Вогняна Куля – ірландський ватажок, життя якого було сповнене драматизму та зухвалими подвигами. Оспіваний в чисельних легендах та поемах. 

## Відомі люди клану МакНамара
- Артур МакНамара (1831 – 1906) – британський громадський діяч
- Брінслі МакНамара (1890 – 1963) – ірландська письменниця
- Кейтлін МакНамара (1913 – 1994) – британська письменниця
- Джеймс МакНамара (1786 – 1826) – британський морський офіцер
- Джейн МакНамара (1899 – 1968) – австралійська вчена медик
- Стівен МакНамара – американський професор
- А. Дж. Макнамара (нар. 1936) - американський юрист з Луїзіани
- Ендрю Макнамара (нар. 1959) - австралійський політик з Квінсленда
- Енді Макнамара (нар. 1969) - американський диктор спортивного радіо
- Барбара Макнамара (нар. 1942), американський лінгвіст, колишній заступник директора Агенції національної безпеки
- Брайан Макнамара (нар. 1960) - американський актор
- Ден Макнамара (нар. 1984) - американський комік і художник спецефектів
- Денні Макнамара (нар. 1970) - англійський рок-співак; брат Річарда Макнамари
- Д. Гарольд Макнамара (нар. 1923) - американський астроном
- Едвард Х. Макнамара (пом. 2006) - американський політик з округу Вейн, штат Мічиган; мер Лівонії 1970 – 1986
- Ейлін Макнамара (нар. 1952) - американська журналістка, професор, письменниця
- Євген Макнамара (нар. 1930) - канадський поет, письменник та професор
- Френк Хуберт Макнамара (1894 – 1961) - австралійський кавалер ордена Вікторії

## Варіанти прізвища людей з клану МакНамара
Чоловік – Мак Конмара (ірл. - Mac Conmara)
Дочка – Нік Конмара (ірл. – Nic Conmara)
Дружина  - Бан Вік Конмара (ірл. – Bean Mhic Conmara)